# توران شهریاری
توران شهریاری (بهرامی) (زادهٔ ۱۳ آبان ۱۳۱۰ در کرمان – درگذشتهٔ ۳۰ خرداد ۱۴۰۳) شاعر برجستهٔ زرتشتی اهل ایران بود.
عمدهٔ شهرت شهریاری به‌خاطر اشعار ملی‌گرایانه‌ای‌ست که با استحکام و کمال قابل توجهی سروده شده‌اند. وی از بنیان‌گذاران اتحادیه زنان حقوقدان ایرانی و نخستین زن از اقلیت‌های دینی است که به عضویت در هیئت مدیرهٔ کانون وکلای دادگستری ایران رسیده‌است.

## زندگی
توران شهریاری (بهرامی) در ۱۳ آبانِ ۱۳۱۰ در یک خانوادهٔ زرتشتی و در یکی از محله‌های قدیمی کرمان به نام محلهٔ خواجه خضر پا به عرصهٔ وجود گذاشت. پدرش شهریارمیرزا از بازرگانان معتبر کرمان بود که در سرای چهارسوق به حرفهٔ تجارت اشتغال داشت. پدربزرگ وی نیز میرزا بهرام از جمله ثروتمندان نیکوکار کرمان بود که در دوران حیات خویش در امر دستگیری و کمک به مستمندان و بینوایان اعم از مسلمان و زرتشتی دریغ نمی‌نمود و کمک‌های نقدی و کالایی مستمری به‌صورت پنهانی به خانواده‌های واقعاً مستمند ولی آبرومند مسلمان و زرتشتی می‌نمود.

## تحصیلات
وی تحصیلات ابتدایی خود را در «دبستان شهریاری کرمان» و تحصیلات متوسطه را «دبیرستان دخترانه بهمنیار» همین شهر سپری کرد و سپس برای ادامه تحصیل به تهران عزیمت نمود. او تحصیلات دانشگاهی خود را در زمانی که در سراسر ایران تنها یک دانشگاه بود در دانشکده حقوق دانشگاه تهران به سال ۱۳۳۴ به پایان رساند و در سال ۱۳۴۲ نیز پروانه وکالت خود را از کانون وکلای دادگستری ایران دریافت نمود. در آن زمان وی پنجمین زن ایرانی بود که موفق به دریافت پروانه وکالت می‌گردید. شهریاری در همان حین به تحصیلات عالی خویش نیز ادامه داد و از دانشکده حقوق دانشگاه ملی (دانشگاه شهیدبهشتی امروزی) به دریافت درجه فوق لیسانس نائل گشت.

## فعالیت‌های اجتماعی و ادبی
وی نویسندگی و سرودن شعر را از سال ۱۳۳۲ آغاز کرد و از همان زمان در کارهای اجتماعی، فرهنگی و ادبی حضوری فعال و گسترده داشت، حضوری که تا به حال نیز تداوم دارد. از جمله، وی در چند دوره به عضویت در انجمن زرتشتیان تهران و نیز در هیئت مدیرهٔ انجمن زنان زرتشتی درآمده‌است.
توران شهریاری «بهرامی» همچنین در اردیبهشت‌ماه سال ۱۳۴۲، با راهنمایی و ریاست شادروان خانم دکتر منوچهریان (نخستین دانشجوی زن دانشگاه تهران و نخستین زن استاد دانشگاه کشور و نخستین زن وکیل ایرانی)، اتحادیه زنان حقوقدان ایرانی وابسته به اتحادیه بین‌المللی زنان حقوقدان را در تهران بنیان نهاده و در عین حال با سابقهٔ ۴۱ سال وکالت، در ۱۸ اسفندماه ۱۳۸۴ از سوی کانون وکلای دادگستری ایران، به عنوان یکی از ۱۷ نفر اعضای هیئت مدیره این کانون برگزیده شده‌است. او اولین فرد از اقلیت‌های دینی است که به عضویت در این هیئت مدیره رسیده و ضمناً نامبرده تنها زن اقلیت دینی است که از سوی دفتر مشارکت امور زنان وابسته به نهاد ریاست جمهوری در شمار ۶۰ نفر زن نام‌آور سراسر ایران قرار گرفته و از سوی وزیر فرهنگ لوح افتخار دریافت نموده‌است.

## مضامین اشعار
اشعار توران شهریاری بیش‌تر دارای مضامین اخلاقی، فرهنگی، اجتماعی و ملی می‌باشد که به طور ساده و تا حد امکان به فارسی روان سروده شده‌اند. وی یکی از معدود شاعران زن ایرانی است که بهترین و بیشترین سروده‌های ملی و میهنی را دربارهٔ ایران و فرهنگ دیرینه این سرزمین، از خود به یادگار نهاده‌است و این از عشق سرشار او به ایران و فرهنگ درخشان آن سرچشمه گرفته‌است. دکتر باستانی پاریزی دربارهٔ اشعار او، در مقدمه «دیوان توران» می‌نویسد:
 «شعر خانم شهریاری در عین استحکام و کمال بسیار روان و درخور فهم همه طبقات سروده شده و علاوه بر جنبه‌های ادبی، حاوی مسائل روز و سرگذشت‌های اجتماعی نیز هست. مثنوی‌های کوتاه و داستان‌های کوچک ذکر شده در دیوان او حاوی نکاتی آموزشی است که ضمناً تأثیر ادبیات گذشته ایران را نشان می‌دهد... و سرانجام اینکه خانم توران شهریاری یکی از شعرای سخن‌سنج و آگاه و توانای معاصر است که سبک خود را دارد و اشعارش پیام موزون دارد و بر دل می‌نشیند.»

## آثار
- گوهر، اولین اثر این بانوی شاعر می‌باشد که در سال ۱۳۴۵ چاپ و منتشر شده و تجدید چاپ آن نیز در آمریکا صورت گرفته‌است.
- نگار زن، در سال ۱۳۵۲ از سوی سازمان بین‌المللی زنان چاپ و منتشر شده‌است. در این کتاب تصویر چهل و هشت زن ایرانی در ادوار مختلف تاریخ پنج هزار ساله ایران انتخاب شده و چهل و هشت رباعی برای این تصاویر سروده شده‌است.
- دیوان توران در سال ۱۳۷۹ چاپ و منتشر گردیده و در حجمی متجاوز از ۵۰۰ صفحه، مشتمل بر قصاید، قطعات، مثنوی‌ها، غزلیات، دوبیتی‌های پیوسته، آفرین بادها و سوگنامه‌ها و چکامه‌های وی می‌باشد.